# Myrioblephara lushanalis
Myrioblephara lushanalis là một loài bướm đêm trong họ Geometridae.